# Arsinoë III

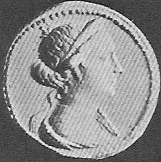
Arsinoë III Philopator

Arsinoë III Philopator (246/245 - 204 v.Chr.) was koningin van Egypte, en was dochter van Ptolemaeus III Euergetes I en Berenice II.
In oktober of november van 220 v.Chr. trouwde ze met haar broer Ptolemaeus IV. Ze had grote invloed in de overheid van het land, tot op zekere hoogte dat het werd goedgekeurd door hoofd minister Sosibius. Zij reed aan het hoofd van de infanterie en cavalerie om te vechten tegen Antiochus de Grote, tijdens de Slag bij Raphia in 217 v.Chr. Ze werd moeder van Ptolemaeus V. In de zomer van 204 v.Chr. werd ze vermoord in het paleis, kort voor haar echtgenoots eigen dood.
- Gemeinsame Normdatei: 137885172
- Virtual International Authority File: 86055773
- WorldCat: E39PBJv4hgt8Q7rwpbQDTtdhHC